# Hemithraupis flavicollis
A Hemithraupis flavicollis  a madarak osztályának verébalakúak (Passeriformes) rendjébe és a tangarafélék (Thraupidae) családjába tartozó  faj.

## Rendszerezése
A fajt Louis Pierre Vieillot francia ornitológus írta le 1818-ban, a Nemosia  nembe Nemosia flavicollis néven.

## Alfajai
- Hemithraupis flavicollis albigularis (P. L. Sclater, 1855)
- Hemithraupis flavicollis aurigularis Cherrie, 1916
- Hemithraupis flavicollis centralis (Hellmayr, 1907)
- Hemithraupis flavicollis flavicollis (Vieillot, 1818)
- Hemithraupis flavicollis hellmayri von Berlepsch, 1912
- Hemithraupis flavicollis insignis (P. L. Sclater, 1856)
- Hemithraupis flavicollis melanoxantha (M. H. K. Lichtenstein, 1823)
- Hemithraupis flavicollis obidensis Parkes & Humphrey, 1963
- Hemithraupis flavicollis ornata Nelson, 1912
- Hemithraupis flavicollis peruana Bonaparte, 1851
- Hemithraupis flavicollis sororia J. T. Zimmer, 1947[2]

## Előfordulása
Panamában és Dél-Amerikában, Bolívia, Brazília, Kolumbia, Ecuador, Francia Guyana, Guyana, Peru, Suriname és Venezuela területén honos. A természetes élőhelye szubtrópusi és trópusi síkvidéki erdők, száraz erdők és mocsári erdők, valamint városias környezet és erősen leromlott egykori erdők.

## Megjelenése
Testhossza 13 centiméter, testtömege 11-15 gramm. A nemek tollazata különbözik.
|  |

## Életmódja
Gyümölcsökkel és ízeltlábúakkal táplálkozik.